# Bröllopsbesvär
Bröllopsbesvär è un film drammatico del 1964 diretto da Åke Falck, basato su una novella dello scrittore svedese Stig Dagerman.

## Trama
Hildur è promessa sposa a un uomo molto più anziano di lei, ma è segretamente innamorata di un altro uomo da cui aspetta un figlio. Anche il suo futuro marito ha una storia segreta con la domestica di casa che è incinta. La storia si svolge durante la cerimonia e la prima notte di nozze.

## Riconoscimenti
Guldbagge - 1965
Miglior film
Miglior attore a Jarl Kulle